# خوان باليتا
خوان باليتا (بالإسبانية: Juan Paletta)‏ هو لاعب كرة قدم أرجنتيني في مركز الهجوم، ولد في 1940 في روساريو في الأرجنتين. لعب مع واشنطن ويبس.